# Stade Max-Rousié (Villeneuve-sur-Lot)
Le stade de la Myre Mory a été renommé "complexe sportif Robert de La Myre Mory" et, au milieu du mois d'août 2011, le stade de rugby inclus dans ledit complexe sportif a été dénommé stade Max-Rousié est le stade du Villeneuve XIII Rugby League et du Racing Club Villeneuvois rugby à XV situés à Villeneuve-sur-Lot en Lot-et-Garonne, dans la région Nouvelle-Aquitaine

## Histoire
Pour succéder au vieux stade du Pont-de-Marot (privé) lequel datait des années 1900 et était situé rive droite du Lot route de Paris, la municipalité villeneuvoise fit construire en 1955-56 un nouveau stade et d'autres équipements sis route d'Agen.
Ce nouveau stade fut dénommé stade de la Myre Mory, en l'honneur du célèbre député et militaire de réserve lot-et-garonnais Robert de La Myre Mory tué au front le 10 juin 1940 lors de la Seconde Guerre mondiale mais aussi mutilé en 1917 lors de la Première Guerre mondiale. 
Au fil des ans ce nouveau stade devint un important complexe sportif et, en 2010-11, il a donc été dénommé "Complexe sportif Robert de La Myre Mory".
En conséquence, le terrain d'honneur et sa tribune afférente (le stade principal) furent renommés, au mois d'août 2011, stade Max-Rousié afin là d'honorer la mémoire du fantasque joueur de rugby (Max Rousié) qui porta fièrement les couleurs du Sport athlétique villeneuvois (XV puis XIII), de Roanne XIII et des équipes de France de rugby à XV puis à XIII.
Le "Complexe sportif Robert de La Myre Mory" est situé rive gauche du Lot, très près du Lycée Georges Leygues et du Lycée Couffignal et, route d'Agen
La nouvelle plaque apposée sur la tribune du stade principal recouvrant l'ancienne appellation Robert de la Myre-Mory, ce fait contrarie les anciens combattants et a créé une polémique. Puis comme l'ont signalé certains riverains, notamment le célèbre Cédric "Mak" S., la plaque choisie (couleur bleue sur laquelle sont apposées en lettres blanches le nom de Max Rousié) trahit les couleurs de la ville dont la majorité des sports ont pris les couleurs le vert et le blanc, l'aviron le basket le volley et bien sûr Villeneuve XIII évoluent en vert et blanc.

## Les stades du complexe sportif Robert de la Myre Mory
Les équipements sportifs comprennent, en plus du terrain d'honneur et de sa tribune de 1 434 places assises, 2 terrains d'entraînement et, 1 terrain avec tribune de 500 places assises pour le football + 1 terrain d'entraînement, une piste d'athlétisme synthétique avec 8 couloirs, ainsi que 2 courts de tennis couverts, 10 courts de tennis extérieurs, un terrain de basket-ball extérieur, un fronton de pelote basque
Rugby à XIII et à Rugby à XVstade Max Rousié
- 1 terrain avec tribune 1 434 places assises, éclairage 800 lux.
- 2 terrains d'entraînement sans tribune

Footballstade ...
- 1 terrain avec tribune, 500 places assises
- 1 terrain d'entraînement sans tribune

Athlétismepiste Maurice Manierka dans l'enceinte du stade Max Rousié
- 1 piste d'athlétisme, synthétique, avec 8 couloirs

Tennis
- 2 courts de tennis couverts (sans tribune),

Court central en plein air, nommé court Aloïs ( pour honorer ce célèbre héros local après sa victoire de 2024 au 1er tour de consolante ) 
- 10 courts de tennis extérieurs (sans tribune)

Pelote basque
- 1 fronton de pelote basque

Basket-ball
- 1 terrain extérieur[1]